# Бровник
Бро́вник (лат. Herminium) — род многолетних травянистых растений, включённый в трибу Ятрышниковые (Orchideae) семейства Орхидные (Orchidaceae).

## Ботаническое описание

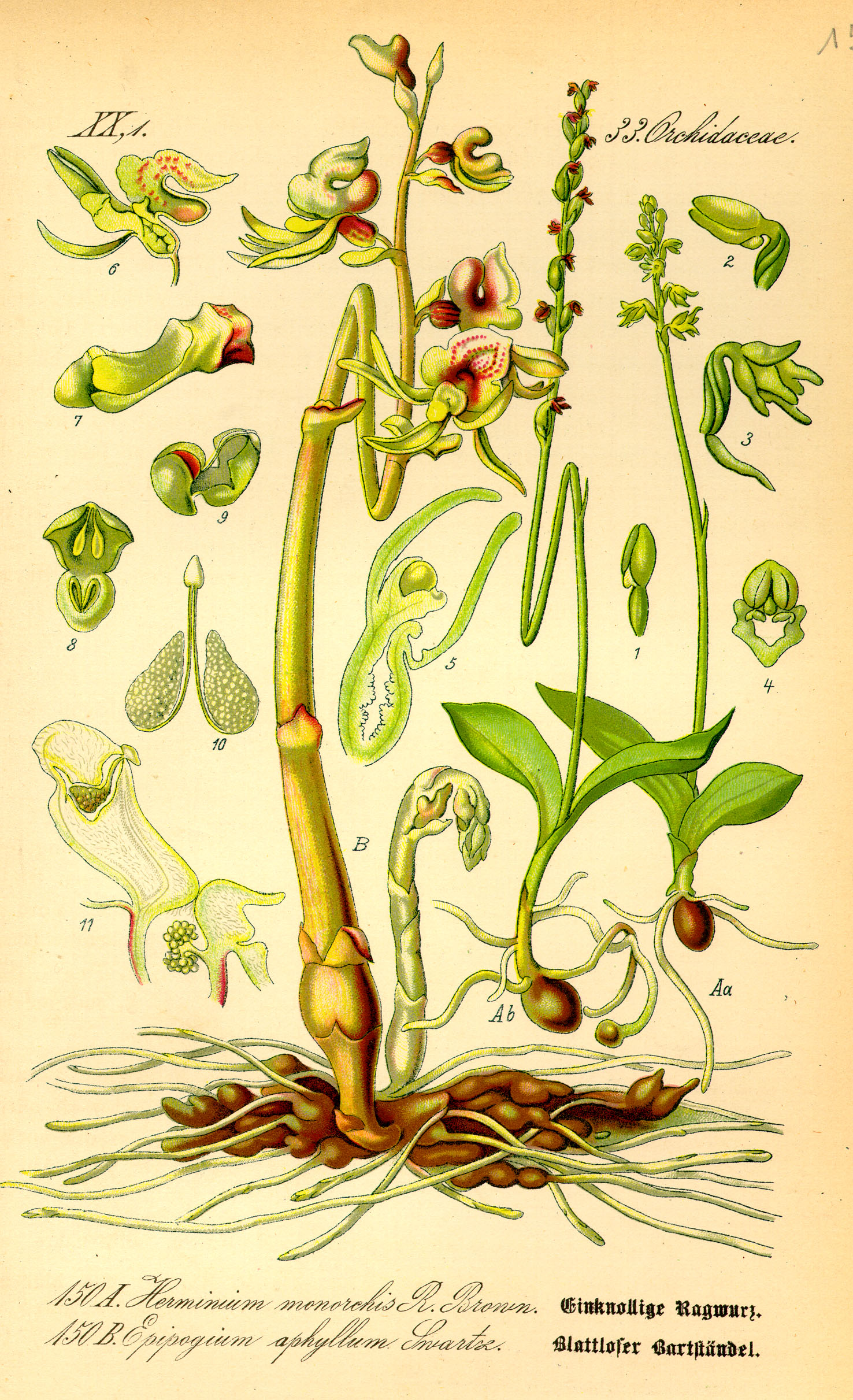
Бровник одноклубневый — типовой вид рода.

Представители рода — небольшие многолетние травянистые растения.
Клубни шаровидной или продолговато-яйцевидной формы, с тонкими корнями.
Стебель прямой, с одним или несколькими зелёными широко-ланцетовидными листьями в основании.
Цветки собраны на конце стебля в кистевидной соцветие, небольшие, невзрачные, обычно жёлто-зелёного цвета. Чашелистики почти равные, центральный вместе с лепестками образует «покрывало» над пестиком. Лепестки обычно мясистые, но более узкие, чем чашелистики. Губа приросшая к короткой колонке. Имеются два продолговатых поллиния с короткой каудикулой.
Плод — прямая продолговатая коробочка.

## Ареал
Бровники распространены исключительно в Евразии — Европе, Юго-Западной, Центральной и Восточной Азии. 10 видов — эндемики Китая.

## Таксономия
|  |                                      |  |                                                         |                                                         |                    |  | ещё 13 семейств (согласно Системе APG III) |                     |                     |          |
|  |                                      |  |                                                         |                                                         |                    |  |                                            |                     |                     | 26 видов |
|  |                                      |  |                                                         | порядок Спаржецветные                                   |                    |  |                                            |                     | род Бровник         |          |
|  |                                      |  |                                                         | порядок Спаржецветные                                   |                    |  |                                            |                     | род Бровник         |          |
|  | отдел Цветковые, или Покрытосеменные |  |                                                         |                                                         | семейство Орхидные |  |                                            |                     |                     |          |
|  | отдел Цветковые, или Покрытосеменные |  |                                                         |                                                         |                    |  |                                            |                     |                     |          |
|  |                                      |  | ещё 58 порядков цветковых растений (по Системе APG III) | ещё 58 порядков цветковых растений (по Системе APG III) |                    |  |                                            | ещё около 880 родов | ещё около 880 родов |          |
|  |                                      |  |                                                         | ещё 58 порядков цветковых растений (по Системе APG III) |                    |  |                                            |                     | ещё около 880 родов |          |

### Синонимы
- Cybele Falc., 1847, nom. illeg.
- Herminiorchis Foerster, 1878, nom. superfl.
- Monorchis P.Micheli ex Agosti, 1770, nom. inval.
- Thisbe Falc., 1847

### Виды
Род включает 49 видов, в том числе:
- Herminium albovirens (Renz) X.H. Jin, Schuit., Raskoti & L.Q. Huang, 2001[1]
- Herminium alaschanicum Maxim., 1887
- Herminium angustilabre King & Pantl., 1896
- Herminium carnosilabre Tang & F.T.Wang, 1940
- Herminium chloranthum Tang & F.T.Wang, 1940
- Herminium coiloglossum Schltr., 1906
- Herminium ecalcaratum (Finet) Schltr., 1919
- Herminium glossophyllum Tang & F.T.Wang, 1936
- Herminium haridasanii A.N.Rao, 1992
- Herminium jaffreyanum King & Pantl., 1896
- Herminium josephi Rchb.f., 1872
- Herminium himalayanum (Renz) X.H. Jin, Schuit., Raskoti & L.Q. Huang, 2001[1]
- Herminium kalimpongensis Pradhan, 1979
- Herminium kamengense A.N.Rao, 2001
- Herminium kumaunensis Deva & H.B.Naithani, 1986
- Herminium lanceum (Thunb. ex Sw.) Vuikj, 1961
- Herminium longilobatum S.N.Hegde & A.N.Rao, 1982
- Herminium mackinonii Duthie, 1902
- Herminium macrophyllum (D.Don) Dandy, 1932
- Herminium monophyllum (D.Don) P.F.Hunt & Summerh., 1966
- Herminium monorchis (L.) R.Br., 1813 typus — Бровник одноклубневый
- Herminium ophioglossoides Schltr., 1912 — Бровник офиоглоссовидный
- Herminium orbiculare Hook.f., 1890
- Herminium quinquelobum King & Pantl., 1896
- Herminium singulum Tang & F.T.Wang, 1940
- Herminium souliei (Finet) Rolfe, 1903
- Herminium tangianum (S.Y.Hu) K.Y.Lang, 1987
- Herminium yunnanense Rolfe, 1913